# Николай II Охридски
Николай е православен духовник, охридски архиепископ. Той е споменат в житието на патриарх Нифонт II Константинополски, който прекарва известно време в Охрид, преди да стане солунски митрополит през 1482 година. По време на този престой архиепископ Николай умира и е наследен от сподвижника на Нифонт Захарий.